# Vene cardiace anterioare

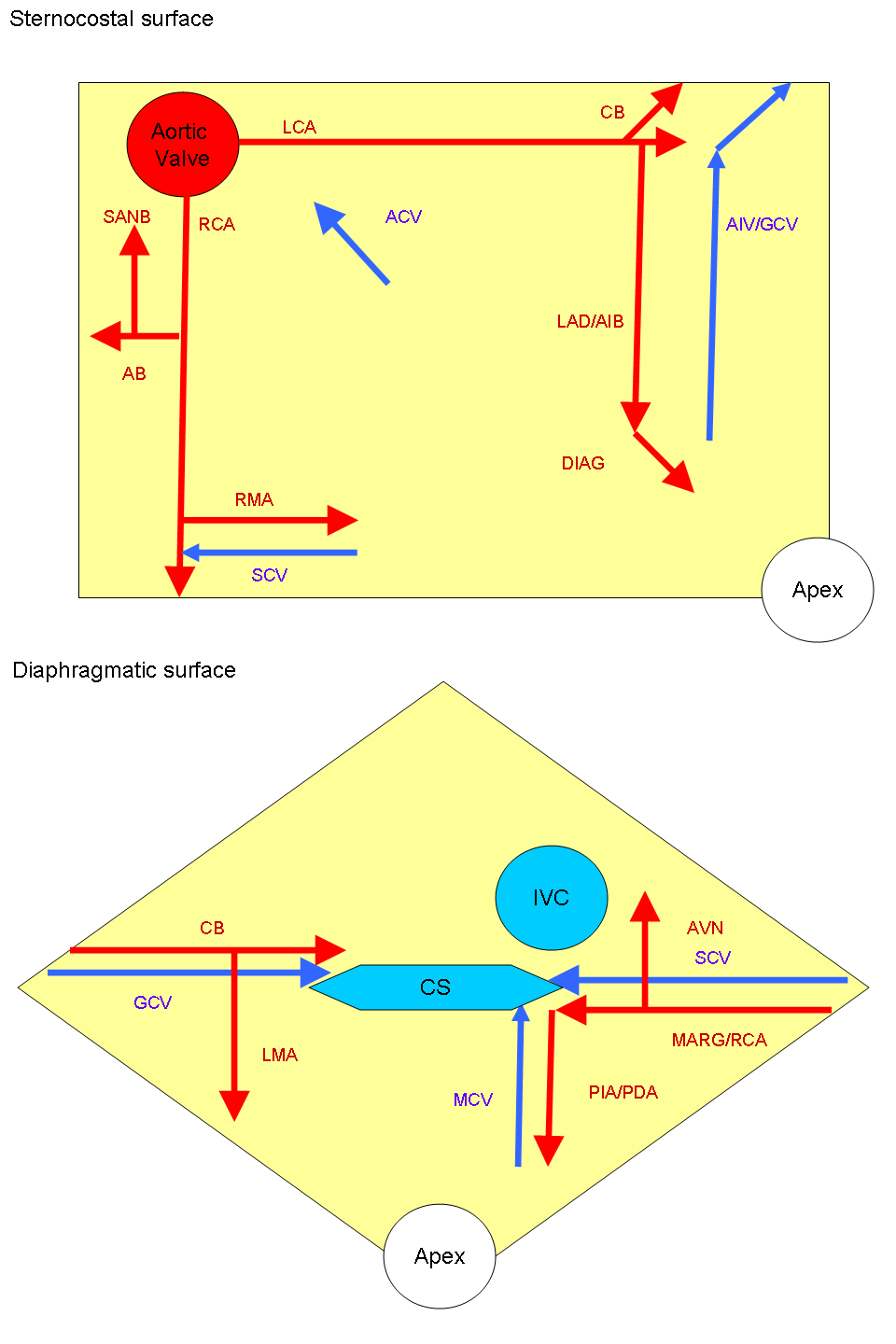
Artere:
RCA = arteră coronară dreaptă
AB = ramuri atriale ale arterei coronare
SANB = arteră nodală sinuatrială
RMA = ramura marginală a arterei coronare drepte
LCA = arteră coronară stângă
CB = ramura circumflexă a arterei coronare stângi
LAD/AIB = ramura interventriculară anterioară a arterei coronare stângi
LMA = arteră marginală stângă
PIA/PDA = arteră interventriculară posterioară
AVN = ramură nodală atrioventriculară
Vene:
SCV = venă cardiacă mică
ACV = venă cardiacă anterioară
AIV/GCV = venă cardiacă mare
MCV = venă cardiacă mijlocie
CS = sinus coronar

Venele cardiace anterioare (sau vene anterioare ale ventriculului drept) cuprind un număr variabil de vase mici, de obicei între două și cinci, care colectează sângele de pe fața ventriculului drept și se deschid în atriul drept; vena marginală dreaptă se deschide frecvent în atriul drept,  și de aceea este uneori considerată ca aparținând acestui grup. 
Spre deosebire de majoritatea venelor cardiace, acestea nu se termină în sinusul coronarian. În schimb, aceste vene se varsă direct în peretele anterior al atriului drept. 